# Балахнинская крепость
Балахнинская крепость — несохранившаяся дерево-земляная крепость в городе Балахна Нижегородской области.

## Описание

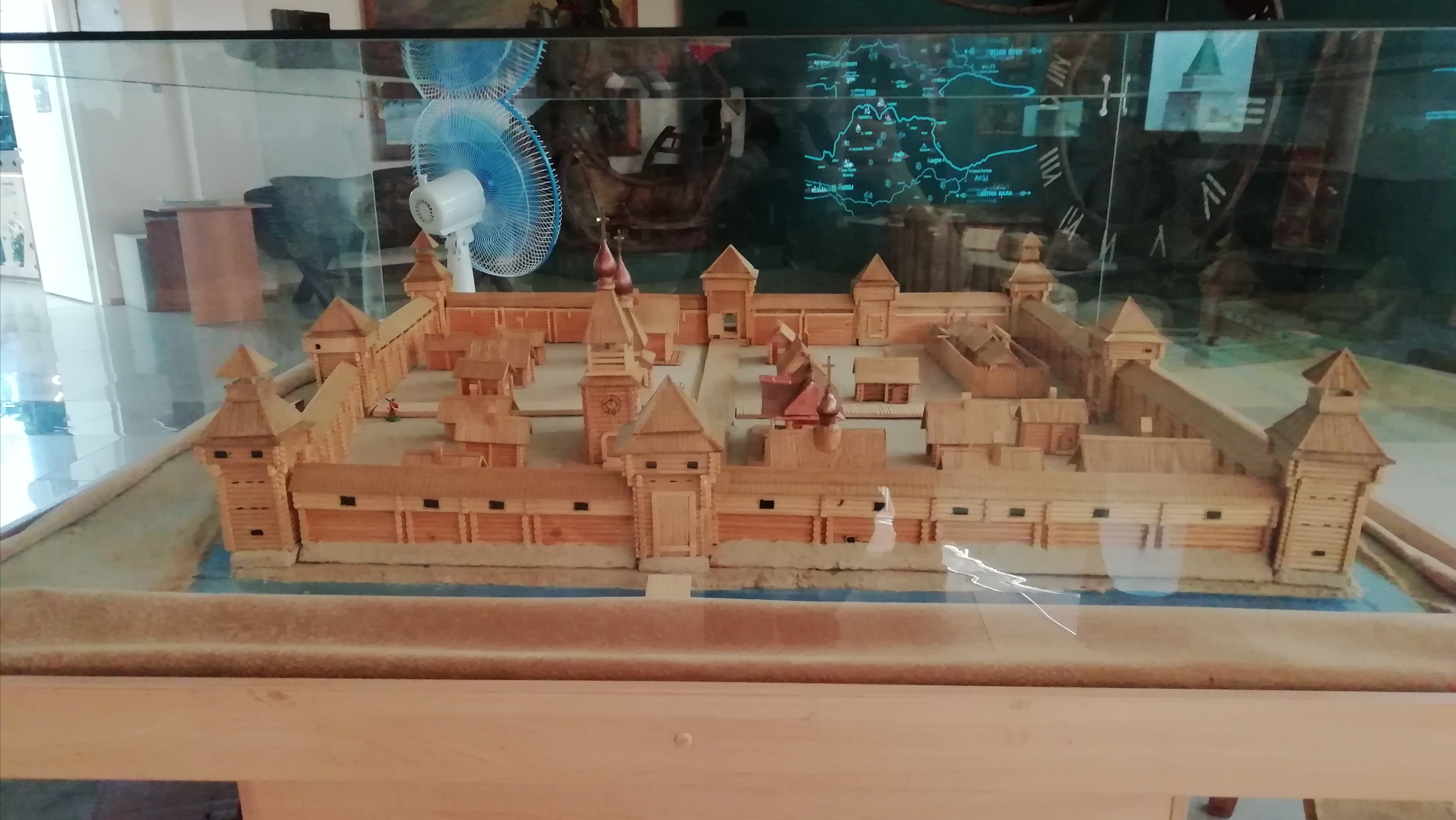
Макет Балахнинской крепости в Музее Кузьмы Минина

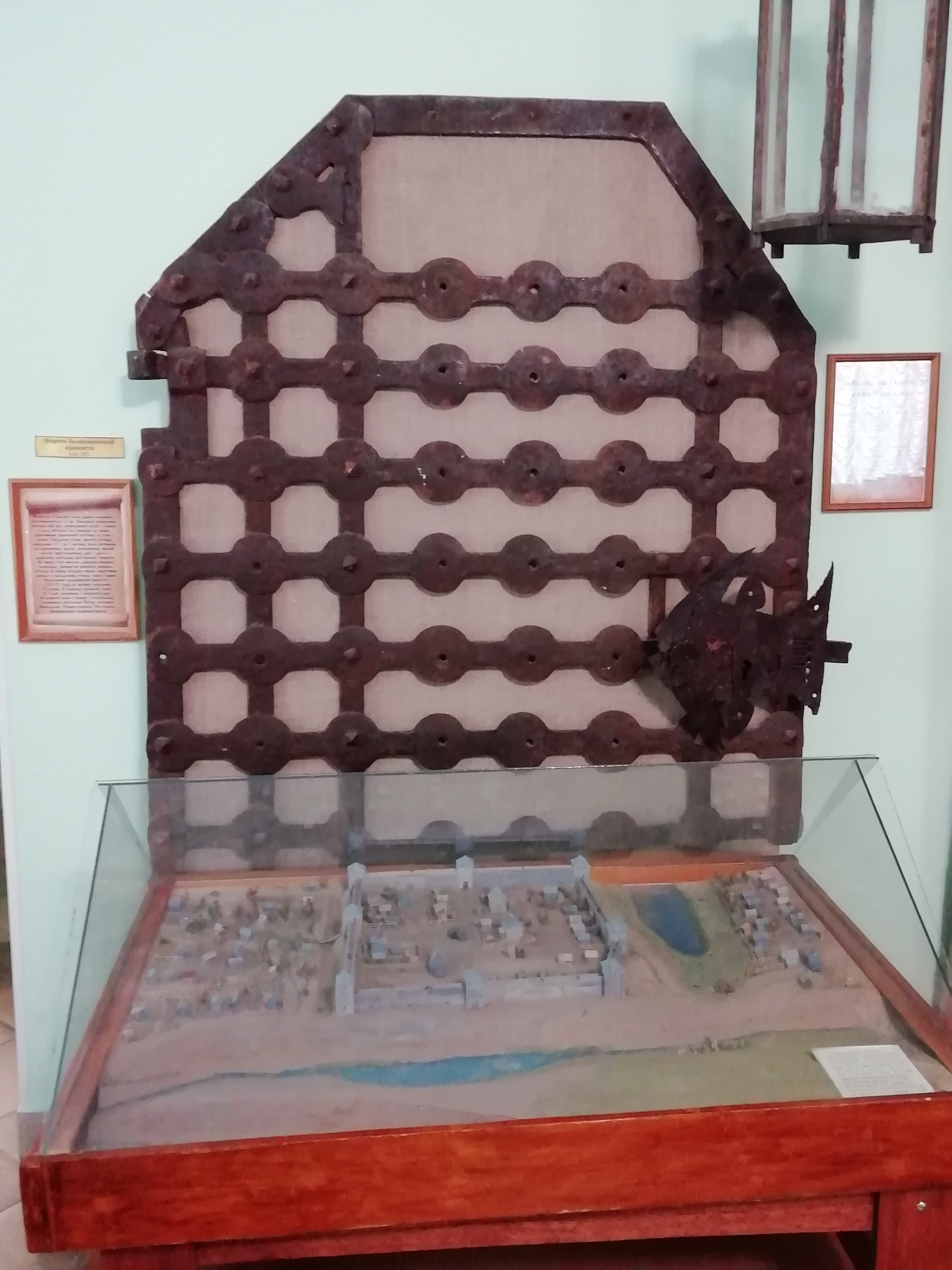
Сохранившиеся ворота крепости и макет древней Балахны в доме А. А. Плотникова

Балахнинская крепость находилась на волжском склоне у стекающего в Волгу ручья Нетеча. Она была относительно небольших размеров и должна была служить временным укрытием для населения в случае опасности вражеского нападения. Она имела форму неправильного пятиугольника. Внутри неё размещались соборная Вознесенская церковь с шатровым верхом, тёплая церковь Печерской Богородицы с колокольней, воеводский двор, губная изба в тремя тюрьмами — разбойной, опальной и женской, двор патриарших десятников и 27 осадных дворов. Общая длина стен составляла 1102 м. Всего в крепости имелось девять башен, из которых четыре были проезжими. Стены и башни располагались по насыпному валу, который с волжской стороны частично прослеживается до нашего времени. Стены крепости были рублеными и делались из поставленных в стык друг к другу срубов из массивных сосновых брёвен. Толщина стен составляла 4,4 м, внутри они были засыпаны грунтом, а по их вершине проходила ходовая площадка с бруствером и бойницами в сторону поля. Полная высота стен составляла от 7 до 8 м.
С восточной и северной стороны крепость была прикрыта руслом Нетечи и Петровским озером. С помощью плотины на Нетече ширина этой речки была увеличена. С двух других сторон крепость была окружена рвом, на дне которого был установлен тын — прочно врытый остроконечный частокол.
Башни Балахнинской крепости были квадратными в плане и имели размер стороны от 6,6 до 12 м. Их высота без кровли составляла 9—16 м. Некоторые башни были «с развалом», то есть с расширением, позволяющим через вертикальные бойницы уничтожать врага, вплотную подошедшего к башне. Четыре проезжие башни были самыми крупными и располагались по одной с каждой из сторон крепости. По расположенным неподалёку церквям они назывались Рождественская, Петровская, Воскресенская и Никольская. Наугольные башни названия не имели (кроме северной, которая называлась Петух). Помимо неё, была выходившая к Нетече Водяная башня, которая обеспечивала связь защитников крепости с водоёмом. 
Крепость была хорошо оснащена пушками, не уступая по этому показателю Нижегородскому кремлю.

## История
Крепость была построена в 1536—1537 годах как реакция на опустошительный набег казанских татар на разросшееся, но не защищённое должным образом поселение (Балахна известна с начала XV века как Соль на Городце). На протяжении XVI века крепости не пришлось отражать нападения, что, вероятно, было вызвано самим фактом существования в Балахне сильной крепости.
Единственным разом, когда Балахнинская крепость сыграла военную роль, был эпизод Смутного времени, когда в 1608 году отряд польско-литовских интервентов из Тушина с помощью изменников сумел захватить Балахну и превратить её в оплот борьбы с нижегородцами, которые представляли один из ведущих центров борьбы с Лжедмитрием II. 2 декабря нижегородцы смогли разбить интервентов в полевом сражении, после чего посадские люди Балахны ещё до прибытия нижегородцев смели интервентов, благодаря чему нижегородцы взяли крепость без штурма.
Крепость утратила военное значение к концу XVII века и сгорела в пожаре в 1730 году. В XIX веке были скопаны почти все земляные валы, остатки которых прослеживаются на берегу Нетечи. Сегодня на месте крепости расположен зоопарк.